# Scarisbrick
Scarisbrick is een civil parish in het bestuurlijke gebied West Lancashire, in het Engelse graafschap Lancashire met 3554 inwoners.

## Foto's

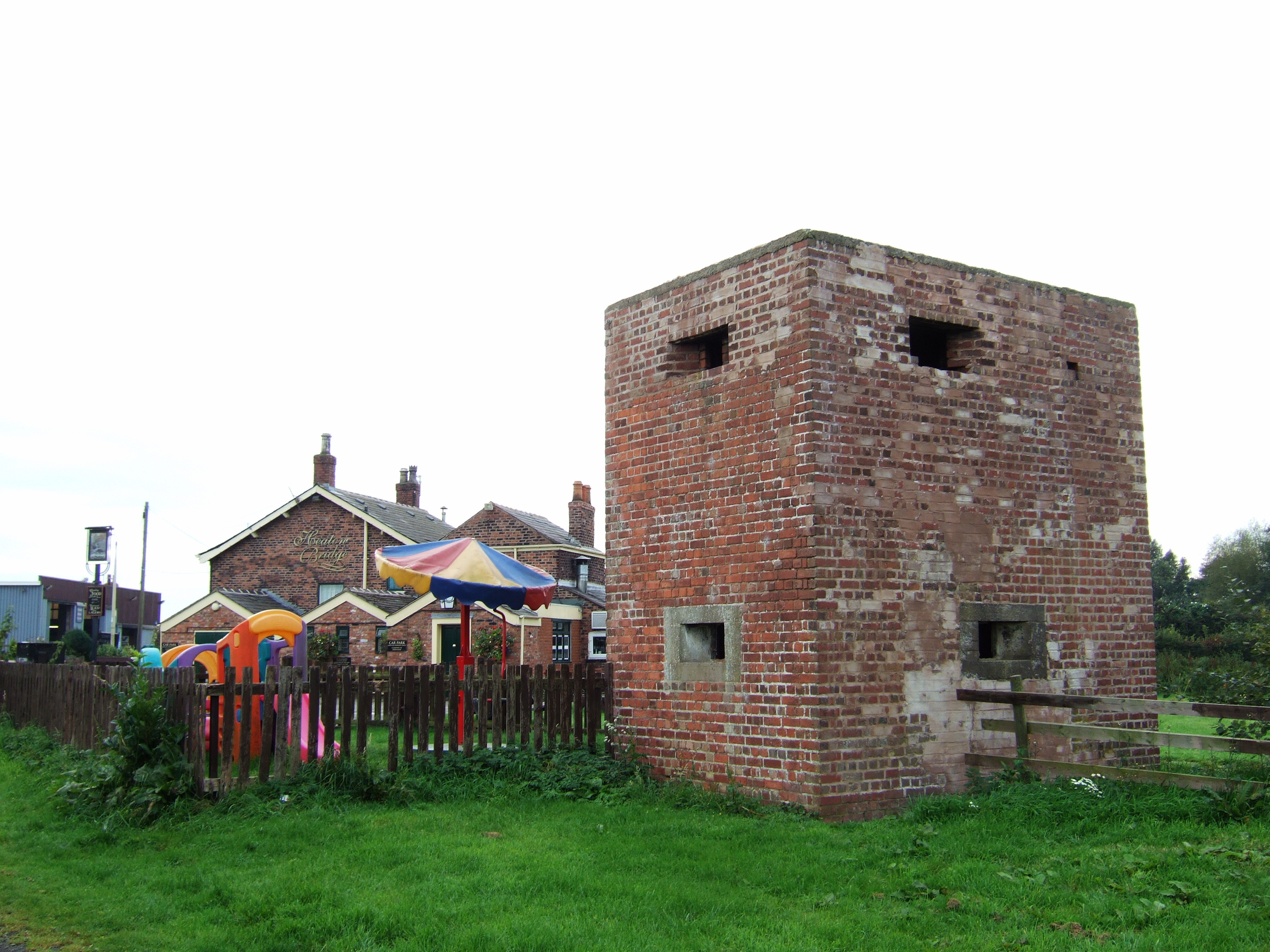
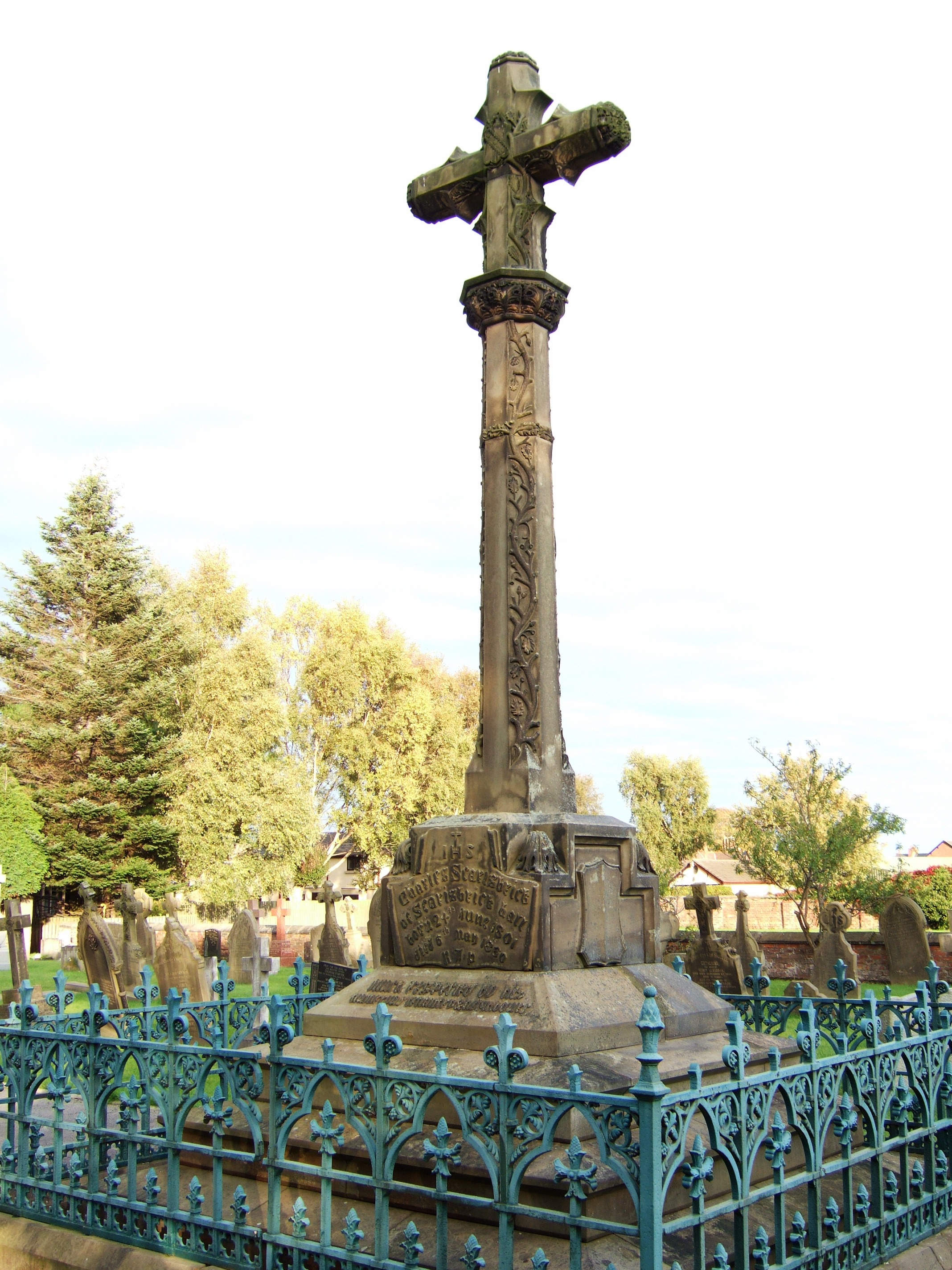